# PRPF6
El factor 6 de procesamiento del pre-ARNm (PRPF6) es una proteína codificada en humanos por el gen PRPF6.
La proteína codificada por este gen parece estar implicada en el proceso de splicing alternativo del pre-ARNm, posiblemente actuando como un factor puente entre los snRNPs U5 y U4/U6 en formación del espliceosoma. Esta proteína también puede unirse al receptor androgénico, proveyendo de un nexo de unión entre la activación transcripcional y el splicing.

## Interacciones
La proteína PRPF6 ha demostrado ser capaz de interaccionar con:
- TXNL4B[4]
- ARAF[5][6]
- Receptor androgénico[7]